# Cupido salamandri
Cupido salamandri är en fjärilsart som beskrevs av Macleay 1866. Cupido salamandri ingår i släktet Cupido och familjen juvelvingar. Inga underarter finns listade i Catalogue of Life.